# 곤 그레인저
곤 그레인저(영어: Gawn Grainger, 1937년 10월 12일 ~ 2025년 5월 17일)는 영국의 배우이다.

## 영화
- 크리스마스 캐롤 (1999년)
- 어거스트 (1996년)
- 짚시 (1988년)
- 이스트엔더스 (1985년)
- 더 빌 (1984년)
- 맥베드(프랑스어판) (1983년)
- 조셉 앤드류스 (1977년)